# Simon Brendle

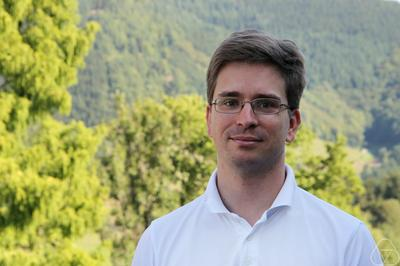
Simon Brendle

Simon Brendle (* Juni 1981 in Tübingen) ist ein deutscher Mathematiker, der sich mit partiellen Differentialgleichungen der Differentialgeometrie beschäftigt.

## Werdegang
Brendle gewann 1995, 1996 und 1997 den Bundeswettbewerb Mathematik und wurde als Stipendiat in die Studienstiftung des deutschen Volkes aufgenommen. Er promovierte sich 2001 an der Universität Tübingen bei Gerhard Huisken mit der Arbeit Krümmungsflüsse auf Mannigfaltigkeiten mit Rand und erhielt hierfür die Benotung summa cum laude. 2002/2003 war er am Institute for Advanced Study und danach bis 2005 Assistant Professor an der Princeton University. Ab 2005 war er Assistant Professor und ab 2008 Professor an der Stanford University, bis er 2015 an die Columbia University wechselte.
Er war unter anderem Gastwissenschaftler an der ETH Zürich (2008), an der Universität Cambridge, der Universität Paris und am Massachusetts Institute of Technology.
Simon Brendle konstruierte 2006 Gegenbeispiele zu Richard Schoens Kompaktheitsvermutung für das Yamabe-Problem. Er befasste sich auch mit dem Yamabe-Fluss und seinem Konvergenzverhalten. 2007 bewies er mit Richard Schoen die differenzierbare Version des Sphärensatzes (Differentiable Sphere Theorem). Mit F. C. Marques und André Neves löste er die Vermutung von Min-Oo (in drei oder mehr Dimensionen) – sie besagt, dass eine n-dimensionale Halbkugel mit einer Riemannschen Metrik der Skalarkrümmung mindestens {\displaystyle n(n-1)}, die in einer Umgebung des Randes mit der Standardmetrik übereinstimmt zur Standardmetrik isometrisch ist. Der Satz kann als Analogon im Fall der Sphäre für den Satz der Positivität der Masse in der Allgemeinen Relativitätstheorie betrachtet werden. 2012 bewies er die Lawson-Vermutung und beantwortete eine Frage bezüglich der Eindeutigkeit selbstähnlicher Lösungen des Ricci-Flusses. Danach beschäftigte er sich mit dem Ricci-Fluss in höheren Dimensionen. Er fand eine flussinvariante Krümmungsbedingung und benutzte sie, um eine höherdimensionale Version von Perelmans Satz über kanonische Umgebungen zu zeigen.
2012 erhielt er den EMS-Preis und hielt die Euler-Vorlesung 2012 in Sanssouci. 2011 war er Takagi Lecturer der Japanischen Mathematischen Gesellschaft und 2006 Invited Speaker auf dem Internationalen Mathematikerkongress (ICM) in Madrid (Elliptic and Parabolic Problems in conformal geometry)und 2010 mit R. Schoen auf dem ICM in Hyderabad (Riemannian manifolds of positive curvature). 2006 war er Sloan Fellow. Für 2014 wurde ihm der Bôcher Memorial Prize zugesprochen, für 2024 der Breakthrough Prize in Mathematics.

## Schriften (Auswahl)
- Der Sphärensatz in der Riemannschen Geometrie, Jahresbericht DMV, Band 113, 2011, S. 123–138.
- Global existence and convergence for a higher order flow in conformal geometry, Annals of Mathematics (2), Band 158–1, 2003, S. 323–343.
- Elliptic and parabolic problems in conformal geometry, Proceedings of the International Congress of Mathematicians (ICM 2006), Madrid, Spain, August 22–30, 2006. Vol. II, S. 691–704, 2006.
- Blow-up phenomena for the Yamabe equation, Journal of the AMS 21, S. 951–979, 2008.
- Convergence of the Yamabe flow in dimension 6 and higher, Inventiones Mathematicae 170, S. 541–576, 2007.
- mit R. Schoen Manifolds with 1/4 pinched curvature are space forms, Journal of the AMS, Bd. 22, 2009, S. 287 (Differentiable Sphere Theorem).
- Ricci Flow and the Sphere Theorem, American Mathematical Society, Graduate Studies in Mathematics, Band 111, 2010.
- mit R. Schoen Curvature, sphere theorem and the Ricci flow, Bulletin AMS, Band 48, 2011, S. 1–32, Online.
- mit R. Schoen Riemannian manifolds of positive curvature, Proceedings of the International Congress of Mathematicians (ICM 2010), Hyderabad, India, August 19--27, 2010. Vol. I, S. 449–475, 2011.
- mit F. C. Marques, A. Neves Deformations of the hemisphere that increase scalar curvature, Inventiones Mathematicae, Band 185, 2011, S. 175–197, Preprint (Min-Oo Vermutung).
- Rotational symmetry of self-similar solutions to the Ricci flow, Invent. Math. 194 (2013), no. 3, S. 731–764. Preprint.
- Embedded minimal tori in {\displaystyle S^{3}} and the Lawson conjecture, Acta Math. 211 (2013), no. 2, S. 177–190. Preprint (Lawson-Vermutung).
- Embedded self-similar shrinkers of genus 0, Annals of Mathematics 183, S. 715–728 (2016).
- mit G. Huisken Mean curvature flow with surgery of mean convex surfaces in R3, Invent. Math. 203 (2016), S. 615–654.
- mit G. Huisken A fully nonlinear flow for two-convex hypersurfaces in Riemannian manifolds, Invent. Math. 210 (2017), S. 559–613.
- Ricci flow with surgery in higher dimensions, Annals of Mathematics, Band 187, 2018, S. 263–299.
- Ricci flow with surgery on manifolds with positive isotropic curvature, Annals of Mathematics 190, S. 465–559 (2019).
- Ancient solutions to the Ricci flow in dimension 3. Acta Math. 225, No. 1, S. 1–102 (2020).
- mit P. Daskalopoulos, N. Sesum: Uniqueness of compact ancient solutions to three-dimensional Ricci flow. Invent. Math. 226, No. 2, S. 579–651 (2021).
- The isoperimetric inequality for a minimal submanifold in Euclidean space. J. Am. Math. Soc. 34, No. 2, S. 595–603 (2021).